# Васнецовы
Васнецо́вы (Васкецовы) — древний вятский род уральского происхождения.

## Этимология
Фамилия возникла от имени Василий: Васка — Васкец — Васкецов, и первоначально выглядела именно как Васкецов. Подобно этой образовались фамилии Иванцов, Пашкецов.

## История
Практически весь род Васнецовых был священническим. В 1678 упоминается[где?] псаломщик Трифонова монастыря Дмитрий Кондратьев сын Васнецов. Но корни рода идут из Перми Великой: под 1678 годом там на погосте Ныроб упоминаются церковники Васкецовы. Родовое гнездо — село Ошеть Нолинского уезда.

## Представители рода
- Михаил Васильевич Васнецов (1823—1870) — священник. Жена — Апполинария Ивановна Кибардина. Имели 6 сыновей[2]:
  - Васнецов, Николай Михайлович (1845—1893) — учитель, написал книгу «Материалы для объяснительного Областного Словаря вятского говора», изданные в 1908 году Губернским статистическим комитетом. Жена — Анна Николаевна
  -  Васнецов Виктор Михайлович (1848—1926) — художник, мастер исторической и фольклорной живописи. . Жена — Александра Владимировна, ур. Рязанцева (дочь  Марии Ивановны Рязанцевой, внучка  Татьяны Алексеевны Караваевой).
    -  Васнецов, Владимир Викторович (1889—1953) — профессор Московского университета. Жена — Надежда Петровна, двоюродная сестра (1886—1951) — учительница.
      - Васнецов, Андрей Владимирович (1924—2009) — советский художник-монументалист. Жена — Ирина Ивановна Васнецова (Анисимова) (1927—2014).
        - Васнецов, Фёдор Андреевич (1959—1996) — художник

      - Васнецов, Юрий Владимирович — погиб в 1941 году при обороне Калинина.

    -  Васнецов, Михаил Викторович (1884—1972). Жена —  Ольга Викторовна Полетаева
      - Васнецов, Виктор Михайлович (1918—1991). Жена — Томилина, Светлана Сергеевна

    -  Васнецова, Татьяна Викторовна (1879—1961).
    -  Васнецов, Алексей Викторович (1882—1949). Жена — Зинаида Константиновна Соколова
      - Васнецова, Ольга Алексеевна (р.1941)
        - Васнецов, Олег

      - Васнецов, Юрий Алексеевич (1900—1973)
        - Васнецова, Елизавета Юрьевна (р. 1937)

    -  Васнецов, Борис Викторович (1880—1919)

  -  Васнецов, Пётр Михайлович (1852—1899) — агроном, учитель. Жена — Надежда Ивановна Спасская (1850—1927)
    - Васнецова, Надежда Петровна (1886—1951). Муж — Владимир Викторович Васнецов, двоюродный брат (см. выше).

  -  Васнецов Аполлинарий Михайлович (1856—1933) — художник, мастер исторической живописи, искусствовед. Жена — Татьяна Ивановна Одоевцева (1879—1961)
    - Васнецов Всеволод Аполлинарьевич (1901—1989) — полярный исследователь. Жена — Екатерина Константиновна; Вера Александровна
      - Васнецов, Владимир Всеволодович (1925—1997)

  -  Васнецов, Аркадий Михайлович (1858—1924) — народный учитель, заступающий головы города Вятка. Жена — Ольга Андреевна Вейдеман
    - Васнецов, Леонид Аркадьевич (1884—1942)
      - Васнецов, Борис Леонидович. Жена — Ангелина Александровна Зевакина.
        - Васнецов, Николай Борисович (р. 1960) — архитектор
        - Екатерина, Вадим, Сергей

    -  Васнецов, Константин Аркадьевич (1897—1942) — любительски занимался живописью и музыкой
    -  Васнецов, Апполинарий Аркадьевич (1885—1900)
    -  Васнецов, Дмитрий Аркадьевич (1891—1980)
    -  Васнецов, Сергей Аркадьевич (1887—1942). Жена — Юлия Марковна
    -  Васнецова, Любовь Аркадьевна (1899—1987) — стала профессиональным скульптором[3]
      - Ольга Свердлова (р. 1931)[4]

    -  Васнецова, Людмила Аркадьевна  (1893—1890), в браке Воинова
    - Васнецова, Ольга Аркадьевна  (1899—1919)
    -  Васнецова, Елена Аркадьевна 

  -  Васнецов Александр Михайлович (1861—1927) — русский фольклорист, народный учитель, автор сборника «Песни Северо-Восточной России» (1894)

## Родственные связи
В прямом родстве с известными вятскими фамилиями Рязанцевых, Вечтомовых, Мышкиных. В свойстве (через Соколовых) с театральным режиссёром Станиславским, династией Мамонтовых, графами Толстыми.
Один из представителей священнической ветви Васнецовых в XVIII веке, согласно В. Старостину, крестил удмуртскую семью, проживавшую в Глазовском уезде, дав ей свою фамилию.